# Amt Gransee und Gemeinden
L'Amt Gransee und Gemeinden è una comunità amministrativa che si trova nel circondario dell'Oberhavel nel Brandeburgo, in Germania.
La sede amministrativa è posta nella città di Gransee.

## Suddivisione
Comprende 4 città e comuni:
- città di Gransee
- comuni di Großwoltersdorf; Schönermark; Sonnenberg; Stechlin